# Russell Offices
 (mars 2023).
Si vous disposez d'ouvrages ou d'articles de référence ou si vous connaissez des sites web de qualité traitant du thème abordé ici, merci de compléter l'article en donnant les références utiles à sa vérifiabilité et en les liant à la section « Notes et références ».
Les Russell Offices sont un ensemble d'immeubles de bureaux d'Australie situé à Canberra dans le quartier de Russell (en).
Avec Campbell Park, ce complexe abrite le ministère australien de la défense et le siège administratif des Forces de défense australienne. 
L’Office of National Assessments et l’Australian Security Intelligence Organisation occupent aussi des locaux à Russell.